# Torneio Municipal de Futebol do Rio de Janeiro 1951
In 1951 werd de achtste editie van het Torneio Municipal de Futebol do Rio de Janeiro  gespeeld voor de clubs uit de stad Rio de Janeiro, de vorige editie dateerde van 1948. De competitie werd gespeeld van 8 april tot 23 juni en ging vooraf aan het Campeonato Carioca dat een week later van start ging. Botafogo werd kampioen.

## Eindstand
| Plaats | Club          | Wed. | W | G | V | Saldo | Ptn. |
| ------ | ------------- | ---- | - | - | - | ----- | ---- |
| 1.     | Botafogo      | 10   | 7 | 2 | 1 | 22:9  | 16   |
| 2.     | Bangu         | 10   | 7 | 1 | 2 | 30:18 | 15   |
| 2.     | São Cristóvão | 10   | 7 | 1 | 2 | 22:10 | 15   |
| 4.     | Fluminense    | 10   | 6 | 2 | 2 | 23:11 | 14   |
| 5.     | Vasco da Gama | 10   | 5 | 1 | 4 | 28:20 | 11   |
| 6.     | Canto do Rio  | 10   | 4 | 2 | 4 | 17:17 | 10   |
| 7.     | Flamengo      | 10   | 3 | 3 | 4 | 11:15 | 9    |
| 8.     | Olaria        | 10   | 4 | 0 | 6 | 21:15 | 8    |
| 9.     | Bonsucesso    | 10   | 2 | 2 | 6 | 9:24  | 6    |
| 10.    | America       | 10   | 1 | 2 | 7 | 11:25 | 4    |
| 11.    | Madureira     | 10   | 0 | 2 | 8 | 11:41 | 2    |

|  | Winnaar |

## Kampioen
| Torneio Municipal de Futebol do Rio de Janeiro 1951 |
| Rio de Janeiro                                      |
| --------------------------------------------------- |
| Botafogo Kampioen (1° titel)                        |

## Topschutters
| Speler            | Speler  | Goals | Team       |
| ----------------- | ------- | ----- | ---------- |
| Vlag van Brazilië | Quincas | 8     | Fluminense |